# Resolutie 1718 Veiligheidsraad Verenigde Naties
Resolutie 1718 van de Veiligheidsraad van de Verenigde Naties werd unaniem door de VN-Veiligheidsraad aangenomen op 14 oktober 2006. De resolutie veroordeelde de kernwapenproef die Noord-Korea beweerde op 9 oktober 2006 te hebben uitgevoerd en legde een wapenembargo en economische sancties op tegen het land.

## Achtergrond
Al in 1992 werd een akkoord gesloten over de bevriezing van Noord-Korea's kernprogramma. In het begin van de 21e eeuw kwam het land echter in aanvaring met de Verenigde Staten, die Noord-Korea bij de zogenaamde as van het kwaad rekenden. Noord-Korea hervatte de ontwikkeling van kernwapens en ballistische raketten om ze af te dragen. In oktober 2006 voerde het land een eerste kernproef uit, in mei 2009 gevolgd door een tweede.

## Inhoud

### Waarnemingen
Men was ernstig bezorgd om de bewering van Noord-Korea dat het op 9 oktober 2006 een kernwapen testte. Het internationale non-proliferatieregime moest gehandhaafd worden en Noord-Korea mocht volgens het non-proliferatieverdrag geen land dat kernwapens bezat worden. Men betreurde dan ook de aankondiging van het land om zich uit dat verdrag terug te trekken en kernwapens na te streven. Men betreurde ook dat het land niet wilde terugkeren naar het zeslandenoverleg. In ieder geval had de vermeende test de spanningen in de regio doen oplopen en dus was het een duidelijke bedreiging van de internationale vrede en veiligheid.

### Handelingen

#### Eisen aan Noord-Korea
De Veiligheidsraad veroordeelde de vermeende kernproef waarmee Noord-Korea vooral resolutie 1695 naast zich neerlegde. De raad eiste ook dat het land geen nieuwe kernproeven en lanceringen van ballistische raketten meer zou uitvoeren en ook de aankondiging om zich terug te trekken uit het non-proliferatieverdrag zou herroepen. Ook moest het alle activiteiten rond zijn raketprogramma stilleggen en kernwapens, kernwapenprogramma's en andere massavernietigingswapens opgeven.

#### Sancties
Alle lidstaten moesten de verkoop van militaire voer-, vlieg- en vaartuigen en luxegoederen aan Noord-Korea verbieden. Ook moesten ze verbieden dat dergelijke goederen uit Noord-Korea werden ingevoerd. Verder moesten alle fondsen van personen die betrokken waren bij Noord-Korea's wapenprogramma's bevroren worden en moesten alle landen deze personen van hun grondgebied weren. Waar nodig geacht mochten de lidstaten vrachtvervoer van en naar Noord-Korea inspecteren.

#### Toezicht op de sancties
De lidstaten werd gevraagd binnen de 30 dagen te rapporteren over de ondernomen stappen om de ingestelde sancties uit te voeren. Ook werd een comité opgericht om op de uitvoering toe te zien, schendingen te onderzoeken en hiertegen de nodige acties te ondernemen. Het comité bepaalde ook welke materialen, uitrusting, goederen en technologieën, alsook welke personen precies onder de sancties vielen.

## Verwante resoluties
- Resolutie 825 Veiligheidsraad Verenigde Naties (1993)
- Resolutie 1695 Veiligheidsraad Verenigde Naties
- Resolutie 1874 Veiligheidsraad Verenigde Naties (2009)
- Resolutie 1887 Veiligheidsraad Verenigde Naties (2009)

Lijst ·  1652 ·  1653 ·  1654 ·  1655 ·  1656 ·  1657 ·  1658 ·  1659 ·  1660 ·  1661 ·  1662 ·  1663 ·  1664 ·  1665 ·  1666 ·  1667 ·  1668 ·  1669 ·  1670 ·  1671 ·  1672 ·  1673 ·  1674 ·  1675 ·  1676 ·  1677 ·  1678 ·  1679 ·  1680 ·  1681 ·  1682 ·  1683 ·  1684 ·  1685 ·  1686 ·  1687 ·  1688 ·  1689 ·  1690 ·  1691 ·  1692 ·  1693 ·  1694 ·  1695 ·  1696 ·  1697 ·  1698 ·  1699 ·  1700 ·  1701 ·  1702 ·  1703 ·  1704 ·  1705 ·  1706 ·  1707 ·  1708 ·  1709 ·  1710 ·  1711 ·  1712 ·  1713 ·  1714 ·  1715 ·  1716 ·  1717 ·  1718 ·  1719 ·  1720 ·  1721 ·  1722 ·  1723 ·  1724 ·  1725 ·  1726 ·  1727 ·  1728 ·  1729 ·  1730 ·  1731 ·  1732 ·  1733 ·  1734 ·  1735 ·  1736 ·  1737 ·  1738